# Symphyogyna undulata
Symphyogyna undulata là một loài rêu trong họ Pallaviciniaceae. Loài này được Colenso mô tả khoa học đầu tiên năm 1884.
Danh pháp khoa học của loài này chưa được làm sáng tỏ. 